# Куаклы
 Куаклы  — деревня в Тукаевском районе Татарстана. Входит в состав Мелекесского сельского поселения.

## География
Находится в северо-восточной части Татарстана на расстоянии приблизительно 16 км на юго-запад от юго-западной границы районного центра города Набережные Челны.

## История
Основана в 1947 году как посёлок Биклянского леспромхоза. Зарегистрирована официально как населенный пункт в 1989 году.

## Население
Постоянных жителей было: в 1958—139, в 1970—116, в 1979 — 89, 23 в 2002 году (татары 87 %), 17 в 2010.